# Fanna Ndow Norrby
Fanna Linnéa Ndow Norrby, född 19 januari 1990 i Stockholm, är en svensk skribent som bland annat uppmärksammats för mediasatsningen och boken Svart kvinna.

## Biografi
Fanna Ndow Norrby har studerat strategisk kommunikation och PR på Berghs school of communication.
Hösten 2015 släppte hon boken Svart kvinna via bokförlaget Natur & Kultur. Boken är baserad på hennes instagramkonto med samma namn där svarta kvinnor berättar om sina upplevelser av sexism och rasism i Sverige. Utöver vittnesmålen från instagramkontot medverkar tolv skribenter, bland andra Adam Tensta, Valerie Kyeyune Backström, Judith Kiros, Salem Yohannes och Amie Bramme Sey.
Boken sattes upp som 24 timmar svart kvinna av Riksteatern med premiär i februari 2019. Regissör var Josette Bushell-Mingo och Fanna Ndow Norrby skrev manus.
Fanna Ndow Norrby programledde SVT Edits satsning ”We can’t do it” hösten 2017, en programserie om stress och utmattningssyndrom bland unga kvinnor i Sverige. Hon är programledare i SVT:s kulturprogram Kulturveckan som hade premiär 2018, där hon är en av fyra programledare.
Tillsammans med sin kusin, journalisten Amie Bramme Sey, driver hon podden Raseriet. Podden nominerades 2016 till Stora feministpriset av tidskriften Feministiskt Perspektiv. Hon är även ambassadör för den svenska insamlingsstiftelsen Kvinna till kvinna som arbetar för kvinnors mänskliga rättigheter.
Våren 2016 vann Fanna Ndow Norrby det Stora kommunikationspriset i kategorin Årets unga talang.
År 2023 var hon prisutdelare på Stockholms filmfestival.